# Heteragrion gracile
Heteragrion gracile là loài chuồn chuồn trong họ Megapodagrionidae. Loài này được Machado mô tả khoa học đầu tiên năm 2006.